# Rhonald Blommestijn
Rhonald Blommestijn (Amsterdam, 1961) is een Nederlandse illustrator, grafisch ontwerper en animatiemaker. Werkt samen met de kunstenaar/ illustrator Els Beijderwellen.
Hun manier van werken wordt gekenmerkt door een nadruk op voor de inhoud relevante ideeën. De stijl en de techniek van uitvoering wisselen sterk omdat ze worden aangepast aan wat het idee het beste doet uitkomen.
Technieken: (acryl) verf, balpen en fotocollage. Recenter werk is veelal een combinatie van klassieke technieken, fotografie en vooral digitale bewerking.
Blommestijn heeft als grafisch ontwerper en vooral illustrator gewerkt voor tijdschriften en kranten onder andere: Elsevier, Avenue, Elegance, Man, Playboy, Opzij, The New Yorker, Time Magazine, The Spectator World, The Economist, Focus, Stern, Adformatie, Golfers Magazine, Intermediair) en kranten ( NRC Handelsblad /NRC Magazine, Next, Vrij Nederland, Het Financieele Dagblad, De Volkskrant, The Times, Wall Street Journal, De Standaard,La Repubblica.
Verder logos, affiches, animaties voor o.a.  Route Mobiel, MTV, Riksja Travel, TMG, Nescafé, Philips, /Ministerie van VROM, Canon, Logica-CMG en Greenpeace

## Opleiding
- 1980-1985: Academie voor Beeldende Kunsten, Arnhem
- 1985-1987: Gerrit Rietveld Academie Amsterdam

## Prijzen
- Staatsstipendium Ministerie van Cultuur
- Illustratieprijs Amsterdams Fonds voor de Kunst